# Oden
Oden (おでん (御田) (Ngự điền)/ オデン) là một món ăn phục vụ trong nồi của Nhật Bản, gồm một số nguyên liệu như trứng luộc, daikon, konjac, và chả cá đã chế biến được hầm trong nước dùng dashi nhạt có vị nước tương. Thành phần sẽ thay đổi theo từng khu vực và giữa mỗi hộ gia đình. Karashi thường được sử dụng làm gia vị. Oden bắt nguồn từ món mà bây giờ thường gọi là misodengaku hay đơn giản là dengaku; trong đó konnyaku hoặc đậu phụ được luộc và ăn cùng miso. Sau đó, thay vì sử dụng miso, các thành phần được nấu trong dashi và oden trở nên phổ biến. Dù oden thường được ăn vào mùa đông, nhưng một số xe đẩy và nhà hàng cung cấp oden quanh năm. Oden thường được bán trên những chiếc xe bán đồ ăn (屋台). Trong những năm gần đây, một số người bắt đầu phục vụ oden trong suốt cả năm. Người ta bày bán nhiều loại oden khác nhau, với các loại chỉ có một thành phần chỉ có giá rẻ tầm 100 yên. Các izakaya cũng phục vụ món oden này.

## Các biến thể

### Nhật Bản
Tại Nagoya, nó có thể được gọi là Kantō-ni (関東煮 Kantō-ni) và nước tương được dùng làm nước chấm. Miso oden được đun sôi trong nước dùng Hatchomiso, có vị ngọt nhẹ. Konjac và đậu phụ là những thành phần phổ biến. Ở vùng Kansai, món ăn này đôi khi được gọi là Kanto-daki (関東煮 / 関東炊き Kanto-daki) và thường có hương vị mạnh mẽ hơn so với phiên bản Kantō có vị nhạt hơn. Oden ở Shizuoka sử dụng nước dùng có màu sẫm với hương vị thịt bò và nước tương đặc, và tất cả các thành phần đều được xiên qua. Món cá khô xay nhuyễn (sardine, cá thu, hoặc katsuobushi) và bột aonori (tảo biển ăn được) được rắc lên trên trước khi ăn. Các nhà hàng udon ở Kagawa tại vùng Shikoku gần như luôn luôn phục vụ món oden như là một món ăn phụ, được ăn với miso ngọt trong khi chờ đợi udon.

### Trung Quốc
Tại Trung Quốc, hệ thống 7-11 bán oden với tên gọi hảo đôn (好炖) một cách chơi chữ mang nghĩa "nồi đồ ăn tốt."

### Hàn Quốc

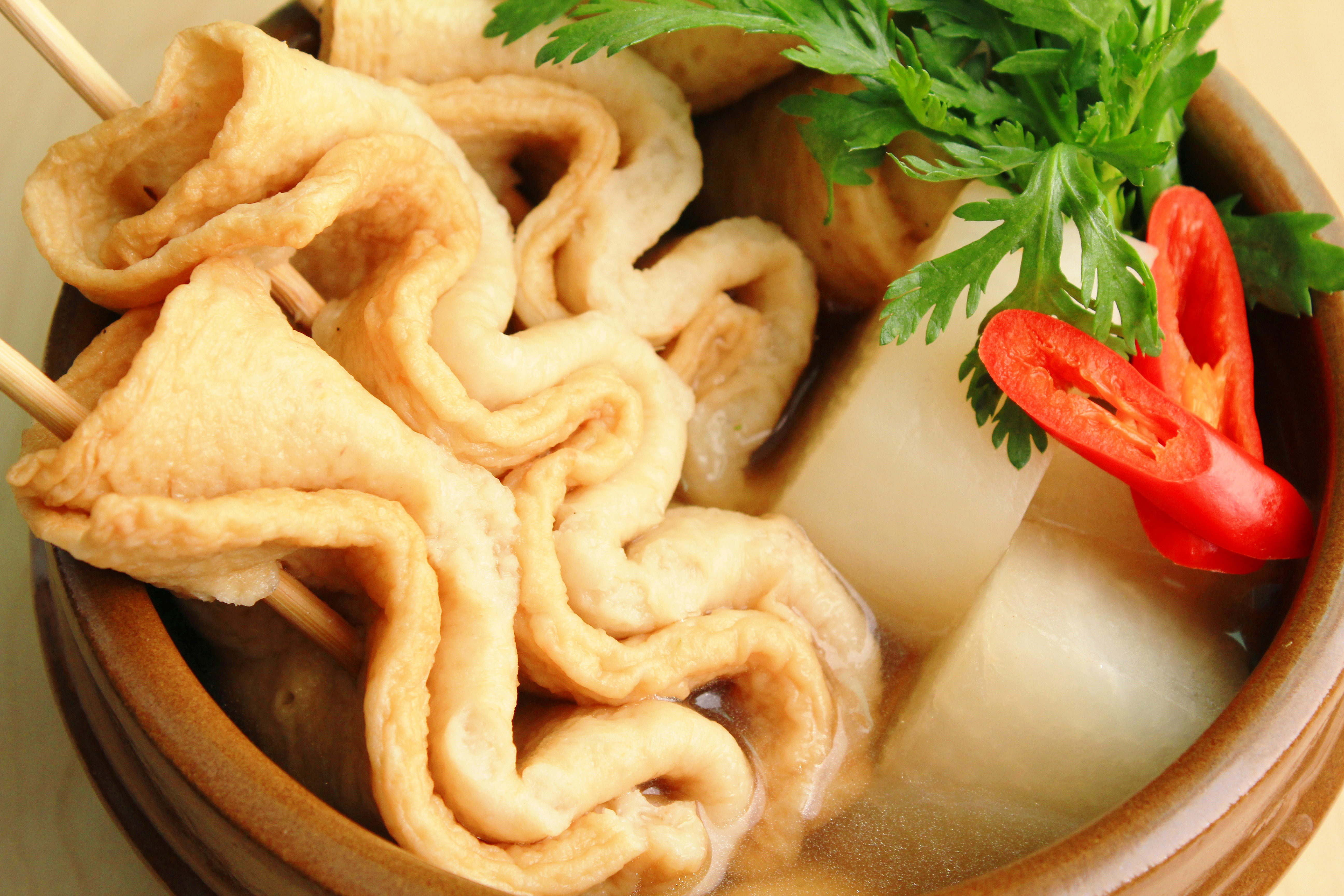
eomuk-tang hoặc odeng-tang (canh với chả cá của Hàn Quốc)

Ở Hàn Quốc, từ mượn odeng (오뎅) từ tiếng Nhật oden (おでん) là từ đồng nghĩa của eomuk (chả cá). Món luộc bao gồm chả cá này được gọi bằng các tên gọi như odeng-tang (오뎅탕) hoặc eomuk-jeongol (어묵전골), với những từ như tang (canh) hoặc jeongol (lẩu) gắn liền với tên thành phần. Phiên bản đồ ăn đường phố được bán bởi các xe bán đồ ăn nhỏ và thường được phục vụ với nước dùng cay. Nó rất phổ biến trên đường phố Hàn Quốc và có nhiều nhà hàng có món này trên thực đơn hoặc chuyên về nó.

### Đài Loan
Món ăn này được giới thiệu với ẩm thực Đài Loan trong thời kỳ Đài Loan thuộc Nhật và được nhắc tới trong tiếng Phúc Kiến Đài Loan là olen (Bạch thoại tự: o͘-lián), sau đó được vay mượn vào trong tiếng Quan thoại Đài Loan là hēilún (tiếng Trung: 黑輪; Hán-Việt: hắc luân). Tianbula (tiếng Trung: 甜不辣; Hán-Việt: điềm bất lạt; bính âm: tiánbùlà; nghĩa đen 'ngọt', 'không cay') là một món ăn tương tự được bán ở các khu chợ đêm. Mặc dù sử dụng tên tương tự với tempura của Nhật Bản, tempura của Đài Loan giống một biến thể của oden nhiều hơn. Bên cạnh các thành phần truyền thống, olen của người Đài Loan còn sử dụng nhiều nguyên liệu địa phương, chẳng hạn như thịt viên và dồi heo. Gần đây, oden được bán trong các cửa hàng tiện lợi với tên gọi guāndōngzhǔ (關東煮, quan đông chử, từ tiếng Kansai kanto-daki).

## Nguyên liệu phổ biến

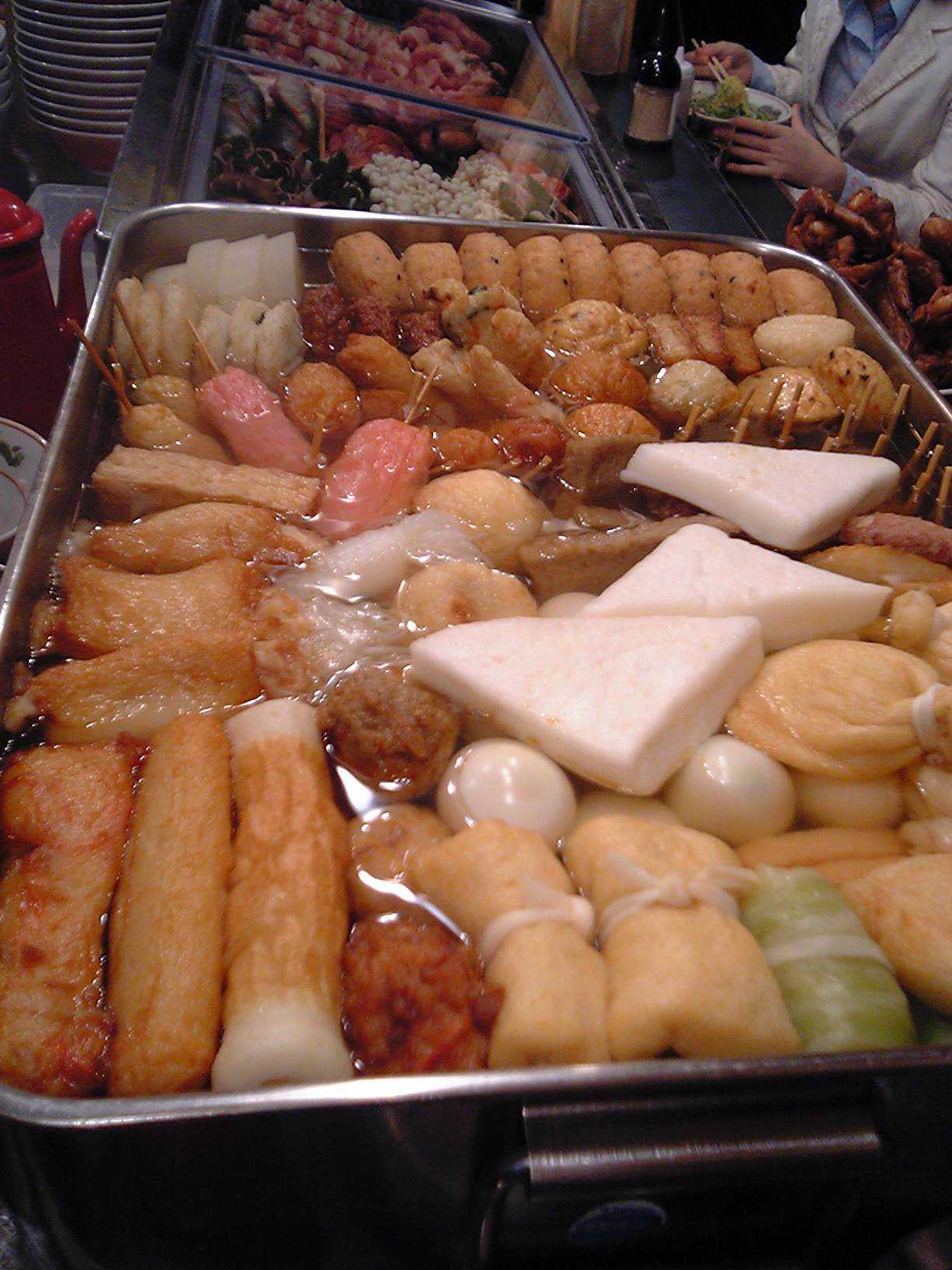
Một loạt các thành phần oden

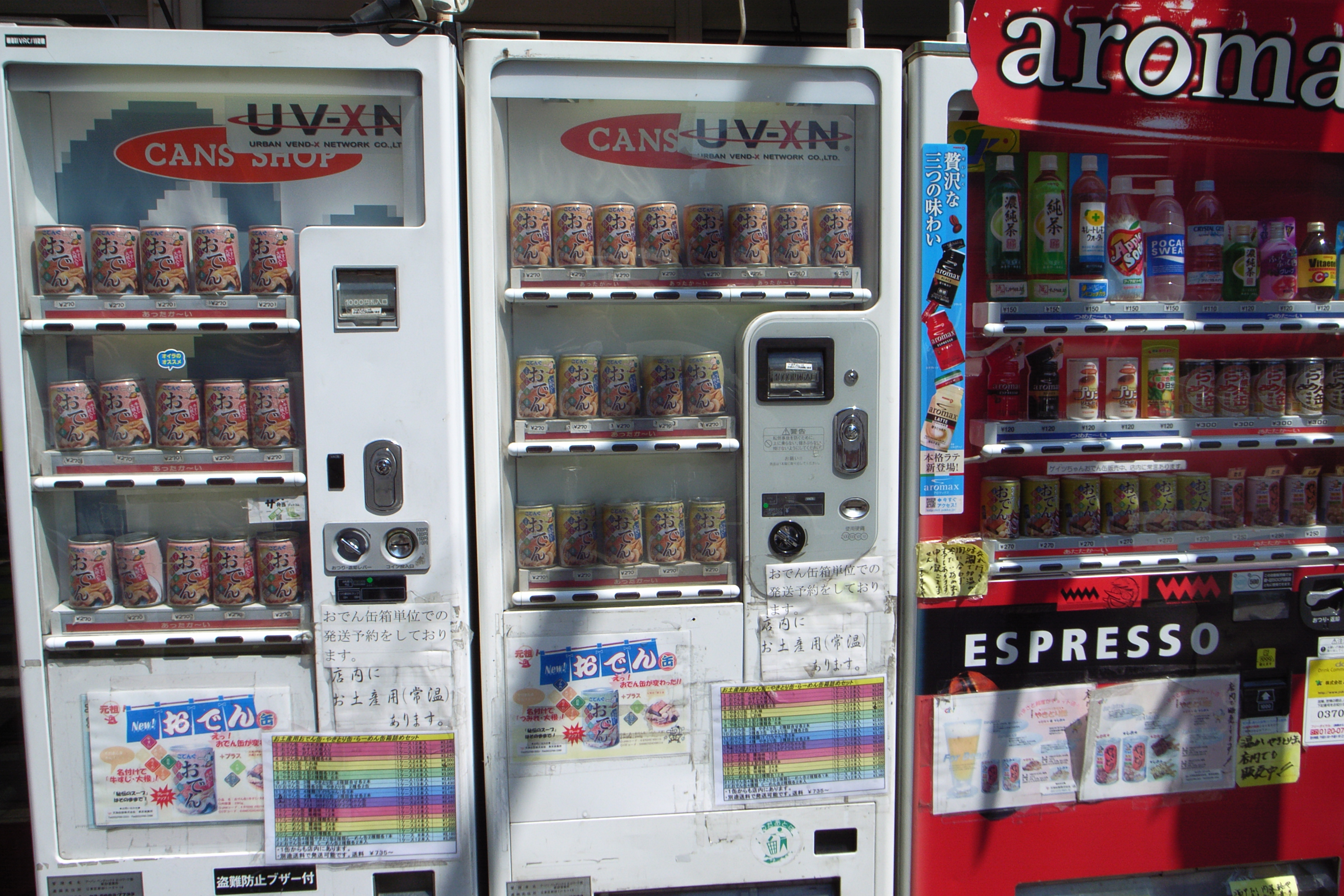
Một máy bán oden tự động ở Akihabara, Tokyo

### Phổ quát
- Trứng luộc
- Daikon thái lát
- Konnyaku hoặc Ito konnyaku
- Konbu
- Khoai tây
- Các sản phẩm từ đậu phụ: ngấm nước dùng dashi rất tốt.
  - Atsuage: đậu phụ chiên
  - Ganmodoki: viên chiên từ đậu phụ trộn với rau củ xay
  - Kinchaku (巾着 (cân trứ) nghĩa đen là "bao"?): đậu phụ mỏng chiên tạo thành dạng túi (aburaage) được nhồi mochi và các nguyên liệu khác, với phần đầu có thắt bằng kanpyō. Còn được gọi là fukuro (袋 (đại) nghĩa đen là "túi"?).
- Các sản phẩm từ surimi — rong hầu hết các trường hợp, chiên trước khi đun sôi. Được gọi chung là nerimono (練り物).
  - Bakudan: trứng luộc được bọc trong surimi
  - Chikuwa: surimi dạng trụ dày
  - Gobomaki: gobo (ngưu bàng, Arctium lappa, phần rễ) luộc được bọc trong surimi
  - Ikamaki: mực được bọc trong surimi
  - Wiener-maki hoặc sausage-maki: wiener được bọc trong surimi

### Vùng miền
- Các sản phẩm từ surimi
  - Hanpen: chỉ ở vùng Kantō
  - Kamaboko
  - Shinjoage: chả hải sản chiên
- Cà rốt
- Các loại nấm, ví dụ nấm hương
- Kabocha: bí ngô Nhật Bản
- Cải bắp cuốn
- Tsukune: cá viên hoặc thịt viên
- Bạch tuộc
- Chikuwabu, chả gạo cuốn. Phổ biến ở vùng Kantō, nhưng hầu như không được biết đến ở các vùng khác.
- Suji: gân bò, chủ yếu ở Kansai
- Đậu phụ: chủ yếu ở Kansai, thường được làm khô
- Tebichi: chân giò, chỉ ở Okinawa